# Marek Kalinowski (fotograf)
Marek Kalinowski (ur. 1947, zm. 2 sierpnia 2016 w Warszawie) – polski artysta fotograf, fotoreporter. Członek rzeczywisty Związku Polskich Artystów Fotografików. Członek Zarządu Okręgu Warszawskiego ZPAF. Członek Stowarzyszenia Dziennikarzy Rzeczypospolitej Polskiej.

## Życiorys
Marek Kalinowski związany z warszawskim środowiskiem fotograficznym – mieszkał i pracował w Warszawie. W latach 1969–1991 jako fotoreporter współpracował z redakcjami Kuriera Polskiego, Interpress, Perspektyw, Polski, Przyjaciółki. W 1991 roku był współorganizatorem I Festiwalu Mozartowskiego w Warszawie, w latach następnych był autorem dokumentacji fotograficznej wszystkich kolejnych edycji festiwalu. Miejsce szczególne w jego twórczości zajmowała fotografia reporterska oraz fotografia przyrodnicza. 
Marek Kalinowski jest autorem i współautorem wielu wystaw fotograficznych; indywidualnych i zborowych. Brał aktywny udział w wielu konkursach fotograficznych, w dużej części – konkursach fotografii prasowej, zdobywając wiele akceptacji, medali, nagród, wyróżnień, dyplomów, listów gratulacyjnych. Jego autorskie wystawy z Festiwali Mozartowskich były prezentowane w wielu polskich miastach oraz m.in. w Austrii, Niemczech, Turcji. Był pomysłodawcą, inicjatorem i pierwszym autorem projektu – wielkiej plenerowej galerii zdjęć przyrody, w Kampinoskim Parku Narodowym, na szlaku Leszno – Ruzin.  
Marek Kalinowski w 1991 roku został przyjęty w poczet członków Związku Polskich Artystów Fotografików, w którym pełnił funkcję zastępcy przewodniczącego Komisji Rewizyjnej Okręgu Warszawskiego ZPAF. Zmarł 2 sierpnia 2016 roku po długiej chorobie, pochowany 11 sierpnia na cmentarzu Powązkowskim w Warszawie. 

## Wystawy indywidualne
- Papież, Polska, Polonia
- Polonia Restituta
- Fotografia przyrodnicza
- Opery Mozarta

Źródło

## Publikacje (albumy)
- Katalogi Warszawskiej Opery Kameralnej z Festiwali Mozartowskich
- Księga X-lecia Polski Niepodległej
- Dzieje i Kultura Żydów w Polsce

Źródło